# Vatierville
Vatierville é uma comuna francesa na região administrativa da Normandia, no departamento de Sena Marítimo. Estende-se por uma área de 4,52 km². Em 2010 a comuna tinha 136 habitantes (densidade: 30,1 hab./km²).